# Oldsmobile Light Tonneau
La Light Tonneau è un'autovettura prodotta dall'Oldsmobile dal 1904 al 1905.

## Storia
La vettura, al contrario della Curved Dash, era caratterizzata da un radiatore a nido d'ape e da lampade di ottone.
La Light Tonneau aveva installato un motore monocilindrico da 2.124 cm³ di cilindrata che erogava 10 CV di potenza. La trazione era posteriore e il moto alle ruote posteriori era trasmesso tramite una catena. Il cambio era epicicloidale a due rapporti con leva sulla parte destra del guidatore. I freni agivano tramite tamburo sulle ruote posteriori.
Era offerta in versione tonneau due o quattro posti. I colori disponibili erano due, verde o rosso scuro. Nel 1905 fu offerta, sullo stesso telaio, anche in versione furgone. A partire dalla seconda metà del 1904, il modello venne brevemente distribuito anche in Italia, dall'importatore Croizat di Torino, e messo in vendita alla cifra di 5.500 Lire, nella versione 4 posti double phaeton, con la denominazione "Tonneau 10 Cavalli".